# Marshall Lefferts

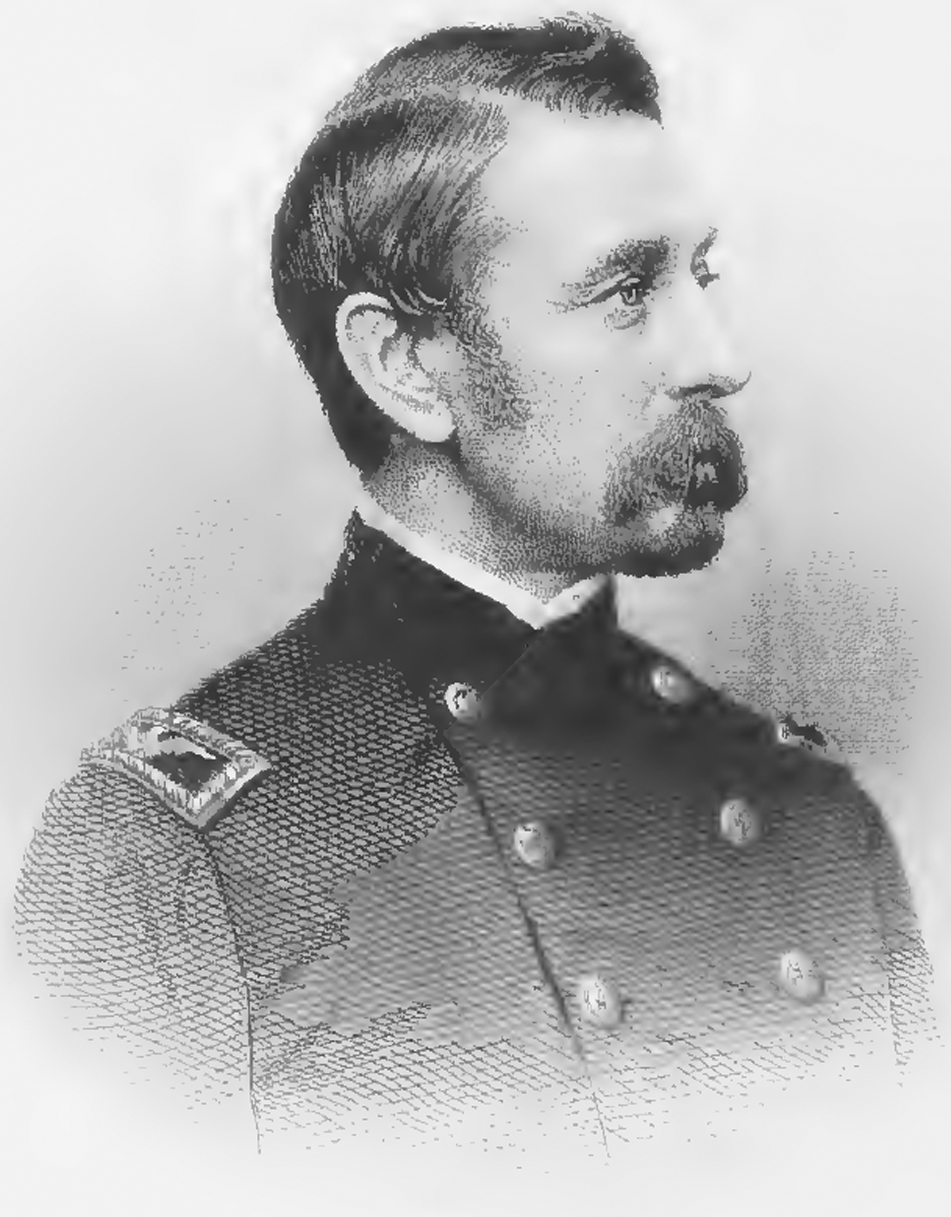
Marshall Lefferts

Marshall Lefferts (* 15. Januar 1821 in Bedford, New York; † 3. Juli 1876 in Newark) war ein US-amerikanischer Ingenieur und Oberst während des amerikanischen Bürgerkrieges.

## Leben und Wirken
Marshall Lefferts erhielt eine allgemeine Schulausbildung an einer County-Schule. Mit 15 arbeitete er als Angestellter in einem Eisenwarengeschäft. Später war Lefferts für John S. Stoddard bei der Vermessung von Brooklyn tätig und stieg bald zum Hilfsingenieur auf. Drei Jahre später war er bei Importfirma Morewood & Company beschäftigt. Dort wurde Lefferts innerhalb von drei Jahren Partner und war bis 1852 geschäftsführender Manager. Anschließend beschäftigte er sich mit der Eisenproduktion und der Verbesserung sowie der Einfuhr von verzinktem Eisen.
So führte Lefferts zinkummantelten Draht aus England für die US-amerikanische Telegrafie ein. Dadurch lernte er Alexander Bain kennen und interessierte sich für dessen chemischen Telegrafen. 1850 wurden Telegrafenlinien von New York City nach Boston und von New York nach Buffalo errichtet. Es wurden die New York, New England und New York State Telegraph Companies gegründet, deren Präsident Lefferts von 1849 bis 1860 war. Nach der Gründung der New York and New England Union Telegraph Company beendete seine Präsidentschaft. 1861 wurde er als Elektroingenieur von der American Telegraph Company angestellt. Er nutzte als erster Messinstrumente, um elektrische Störungen zu erkennen. Nach dem Zusammenschluss der American Telegraph Company mit der Western Union Telegraph Company im Jahr 1866 war Lefferts zunächst als Ingenieur tätig, organisierte jedoch bald bis 1869 das Commercial News Department. Im März 1870 wurde er schließlich Präsident der Gold and Stock Telegraph Company.
1851 trat Lefferts seinen Dienst beim 7. New Yorker Regiment als Private an. Bereits ein Jahr später wurde er zum Oberstleutnant (Lieutenant Colonel) ernannt. 1859 wurde Lefferts zum Oberst (Colonel) befördert. Während des amerikanischen Bürgerkrieges war er 1863 Militärgouverneur von Frederick. Mit seiner Einheit war er an der Niederschlagung der Einberufungskrawalle im Juli 1863 beteiligt. Im Juni 1866 schied Lefferts aus dem aktiven Dienst aus und wurde Kommandant des Veteranenkorps des 7. New Yorker Regimentes.
Am 4. Juni 1845 heiratete er Mary Allen, eine Tochter des New Yorker Bankiers Gilbert Allen. Einer ihrer Söhne ist der Arzt George Morewood Lefferts (1846–1920).

## Nachweise
- James Parton [et al.]: Sketches of men of progress. Greer, Cincinnati 1870–1871, S. 661–668, Textarchiv – Internet Archive.
- Lefferts, Marshall. In: James Grant Wilson, John Fiske (Hrsg.): Appletons’ Cyclopædia of American Biography. Band 3: Grinnell – Lockwood. D. Appleton and Company, New York 1887, S. 677 (englisch, Textarchiv – Internet Archive).
- The National Cyclopaedia of American Biography: Being the History of the United States. Band 10. White, New York 1909, S. 243, Textarchiv – Internet Archive.

| Personendaten    | Personendaten               |
| ---------------- | --------------------------- |
| NAME             | Lefferts, Marshall          |
| KURZBESCHREIBUNG | US-amerikanischer Ingenieur |
| GEBURTSDATUM     | 15. Januar 1821             |
| GEBURTSORT       | Bedford                     |
| STERBEDATUM      | 3. Juli 1876                |
| STERBEORT        | Newark                      |